# Nikolauskapelle und Steinhaus

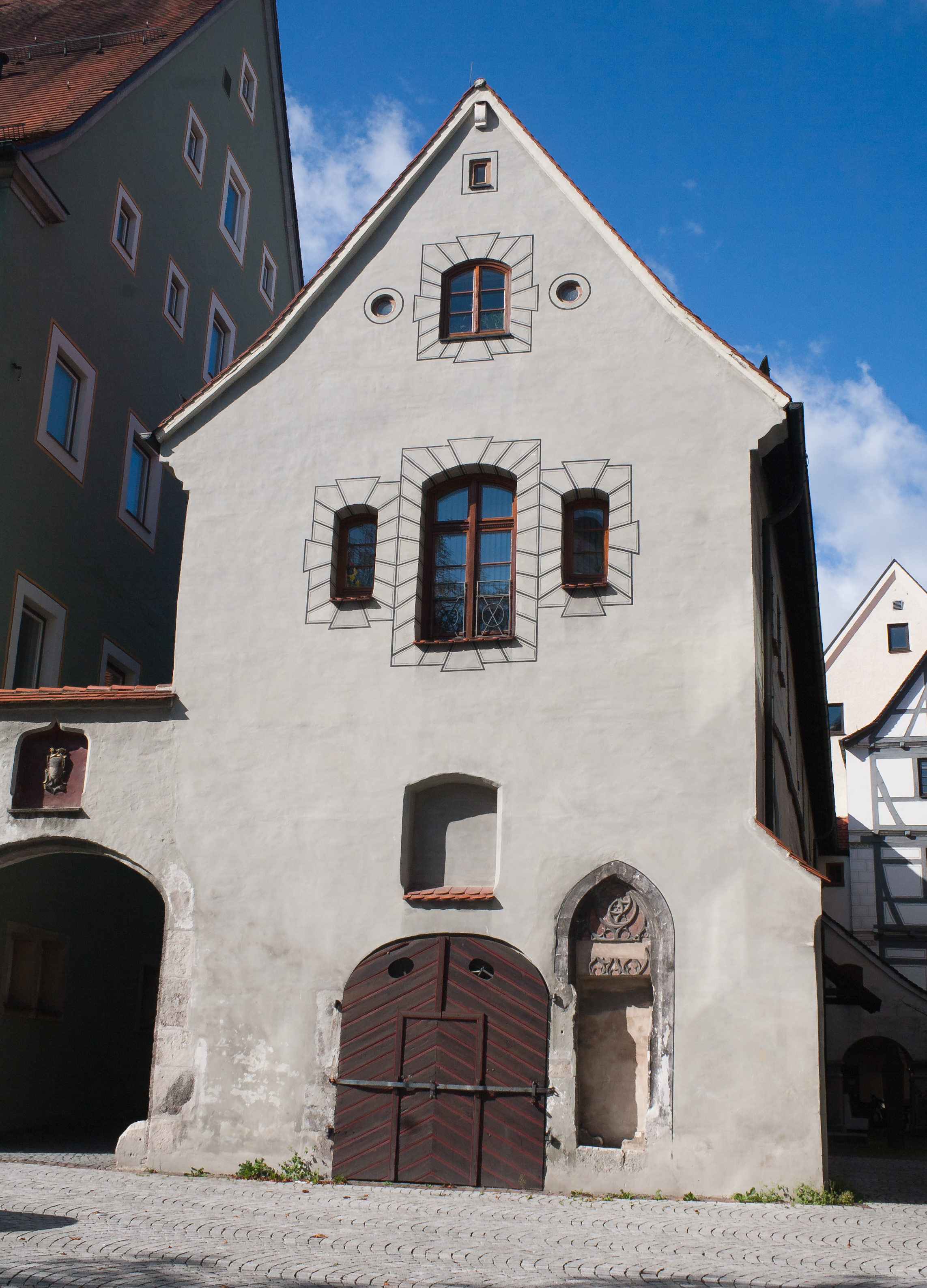
Neue Straße 102: Nikolauskapelle

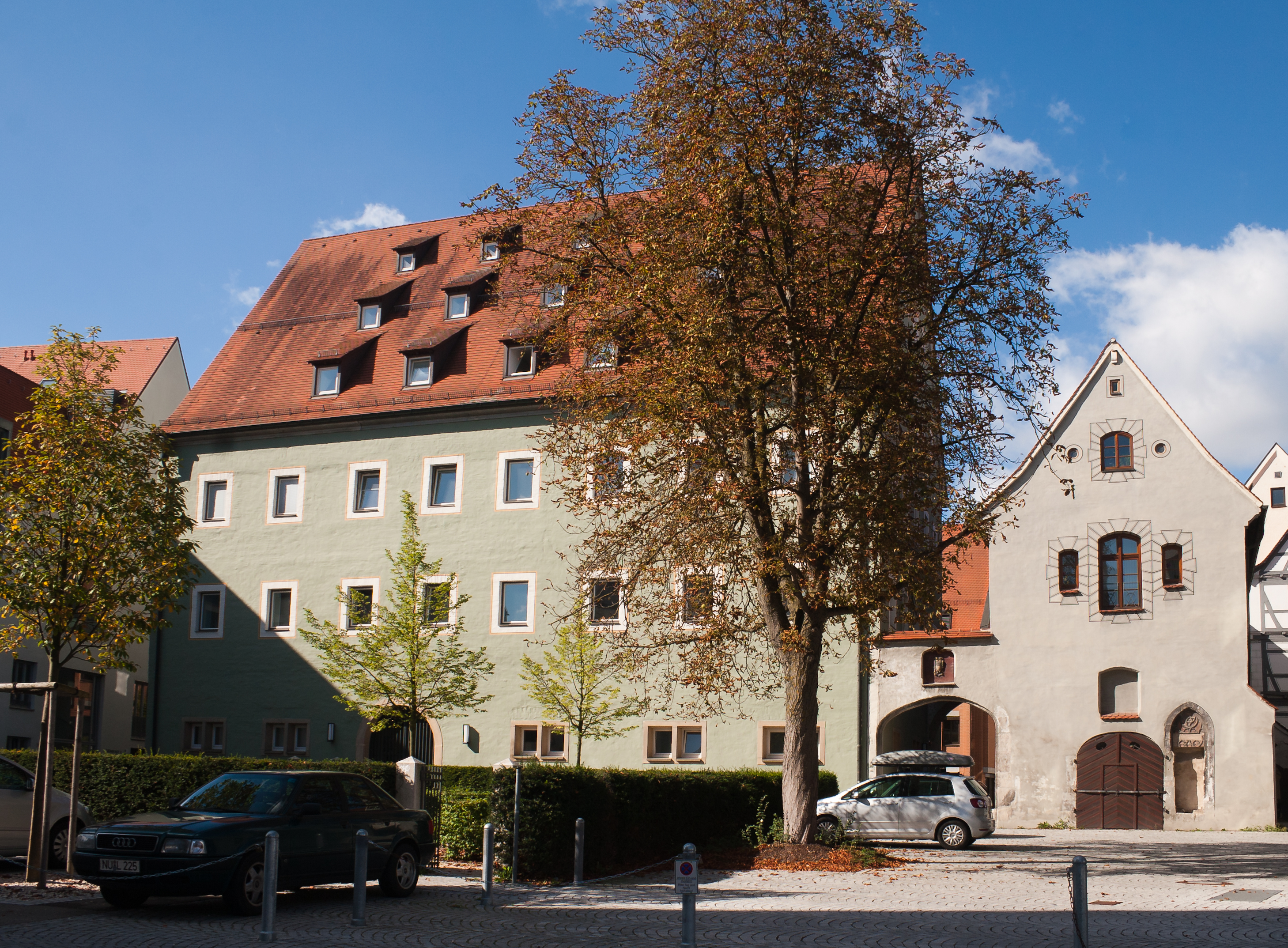
Steinhaus als Teil des Ochsenhauser Hofs, daneben die Nikolauskapelle

Nikolauskapelle und Steinhaus an der Neuen Straße 102, ehemals Schelergasse 11, sind die ältesten erhalten gebliebenen Gebäude Ulms. Zumindest Teile der Bausubstanz stammen noch aus der romanischen Epoche, der staufischen Zeit.

## Geschichte bis zur Profanierung
Das Gebiet des heutigen Grünen Hofs bildete im 12./13. Jahrhundert mit einer Ansammlung klösterlicher Pfleghöfe vermutlich eine Art Gegenpol zur Pfalz auf dem Weinhof im Westen der Stauferstadt Ulm. In dem durch das Kloster Reichenau geprägten Stadtviertel ließ ein kaiserlicher Notar namens Marquard zu Beginn des 13. Jahrhunderts ein repräsentatives Steinhaus mit östlich angebauter Kapelle, der Nikolauskapelle, errichten.
Im Jahr 1222 übertrug Marquard seinen Besitz an das Kloster Salem, von dem 1246 das Steinhaus und die Kapelle an das Kloster Reichenau übergingen. Die erste einschneidende Änderung erfuhr die Nikolauskapelle mit dem Abbruch der romanischen Apsis. Der neue Chor war von querrechteckigem Grundriss; er wurde eingewölbt und hatte in der Ostwand eine schmale Tür, deren Spitzbogen mit Blendmaßwerk geschlossen war. Das Schiff der Kapelle wurde mit Wandbildern versehen. Der Abschluss der Umbaumaßnahme war 1383 eine Altarneuweihe.
Fünfzig Jahre später, 1446, musste das in wirtschaftliche Not geratene Bodenseekloster seine gesamten Rechte in Ulm zugunsten des städtischen Spitals an Bürgermeister und Rat der Stadt abtreten, wofür es 26.000 Gulden erhielt.
Lange blieb die Reichsstadt nicht im Besitz der Nikolauskapelle. Bereits um 1480 befand sie sich in der Hand des Klosters Ochsenhausen. Dieses Kloster wurde nunmehr im Bereich der Nikolauskapelle zur dritten gestaltenden Kraft. Bis zum Ende des 15. Jahrhunderts kaufte Ochsenhausen eine Reihe von Häusern und gestaltete das gesamte dortige Gelände zum Bau eines eigenen Klosterhofes um. Am Ende des 15. Jahrhunderts war südlich der Nikolauskapelle diese repräsentative Anlage vollendet.
Im Rahmen der 1497 begonnenen Baumaßnahmen wurde das romanische Schiff der Nikolauskapelle umgestaltet. Es bekam ein Kreuzrippengewölbe und vermutlich eine gänzlich neue Ausstattung.
Schon 1499 war der Umbau soweit abgeschlossen, dass die Kapelle neu geweiht werden konnte. Es war dies die letzte kirchliche Baumaßnahme in der Nikolauskapelle.

## Von der Profanierung bis heute
Im Jahre 1530 entschied sich die Ulmer Bürgerschaft, die Reformation anzunehmen. Ein Jahr später wurde verfügt, alle Kirchen in und vor der Stadt zu schließen, die Bilder und Altäre aus ihnen zu entfernen und alle vor der Stadt gelegenen Gotteshäuser abzubrechen. Die Nikolauskapelle wurde nicht zum Wohnhaus umgebaut, weil der Abt von Ochsenhausen 1533 bereit war, das konfiszierte Gotteshaus dem Rat der Reichsstadt erneut abzukaufen. Bedingung war, dass der Abt die Kapelle nicht wieder kirchlich nutzen dürfe. Nach über dreihundert Jahren liturgischer Nutzung, zunächst im Auftrage des Bauherrn, des Klerikers Marquard, dann durch die Klöster Salem und Reichenau, durch die Reichsstadt Ulm und schließlich durch das Kloster Ochsenhausen war die Nikolauskapelle damit zum profanen Gebäude geworden.
Mit dem Kauf von 1533 hatte Ochsenhausen jedoch nicht das gesamte Eigentumsrecht an der Kapelle erworben. Die Nutzungsrechte blieben zwischen der Stadt und dem Reichsstift Ochsenhausen geteilt. Um weiteren Streitigkeiten wegen der Nutzungsrechte aus dem Weg zu gehen, verkaufte schließlich die Abtei Ochsenhausen ihren in Ulm gelegenen Hof mit allen Rechten, mithin auch mit dem Miteigentumsrecht an der Nikolauskapelle und dem Marquardschen Steinhaus, für 7200 Gulden an die Reichsstadt. Durch vier Jahrhunderte hatte der Kirchenraum nur noch als Schuppen, Kohlenbehältnis und Aufbewahrungsort für Gerümpel gedient. Am Ende wurde er ein Privathaus.

## Bewertung als Kulturdenkmal
Umfangreiche Sanierungsmaßnahmen an der Nikolauskapelle auf dem Grünen Hof in Ulm veranlassten das Landesdenkmalamt Tübingen, im Sommer 1978 eine archäologische Untersuchung durchzuführen mit dem Ziel, die Baugeschichte des ältesten erhaltenen Sakralbaues der ehemaligen Reichsstadt zu klären. Die Ergebnisse der Grabungen im Kapellenbereich wie auch der Überblick über schriftliche Quellenzeugnisse machen deutlich, dass das Steinhaus wie auch die Nikolauskapelle zu den hervorragenden Baudenkmälern Ulms aus der Stauferzeit und des Spätmittelalters bis zur Zeit der Reformation gerechnet werden müssen. Als Zeugnis des Bauwillens eines staufischen Reichsbeamten in städtischer Umgebung ist der Gebäudekomplex im südwestdeutschen Raum einmalig. Zudem kann das Steinhaus als fast ebenso seltenes Beispiel eines romanischen Wohngebäudes in einer oberdeutschen Stadt gelten.
Das Steinhaus und die Nikolauskapelle sind auf der Liste der Kulturdenkmale in Ulm-Innenstadt als geschützte Denkmäler verzeichnet.

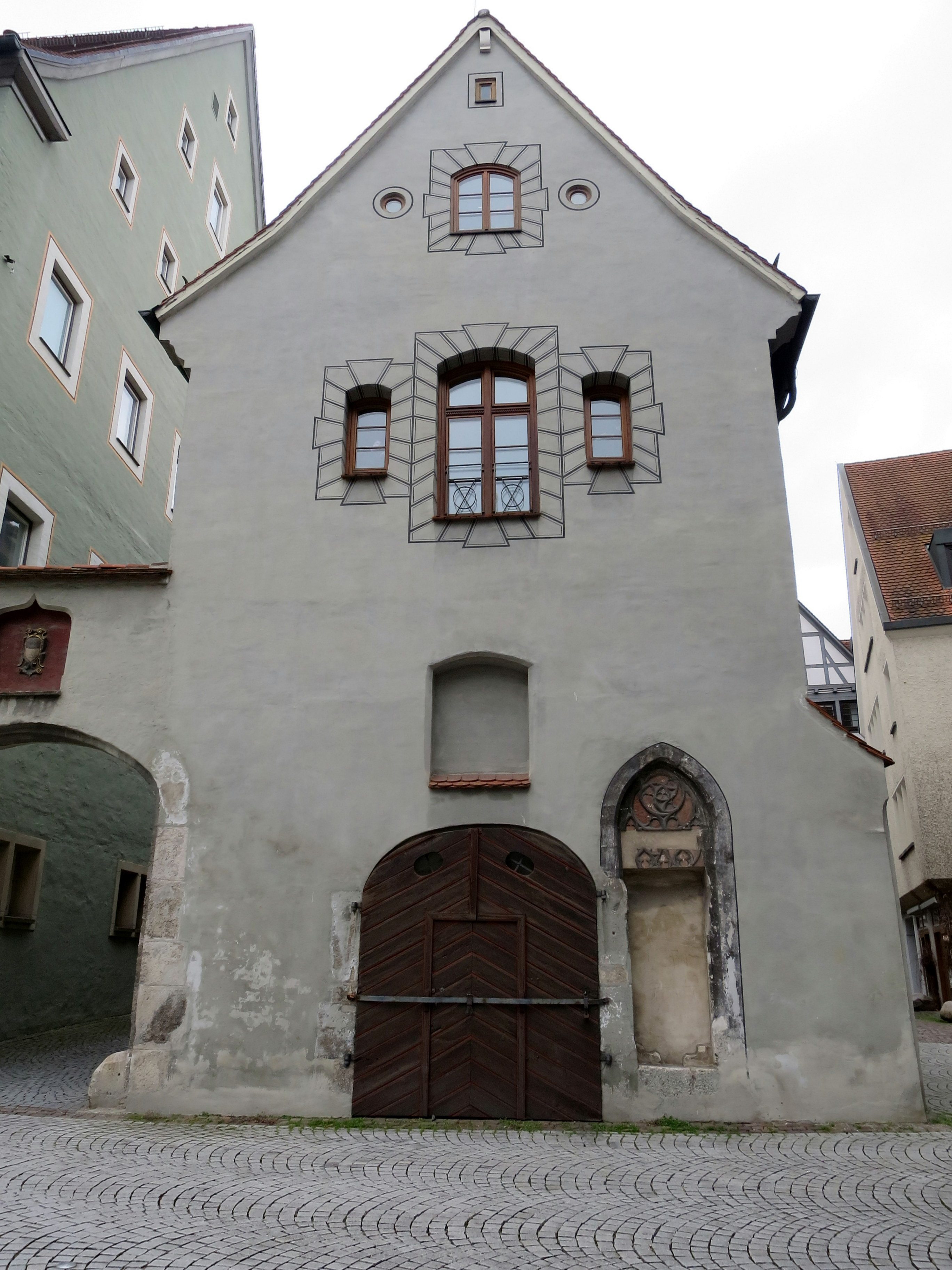
Die profanierte Kapelle im Jahr 2016
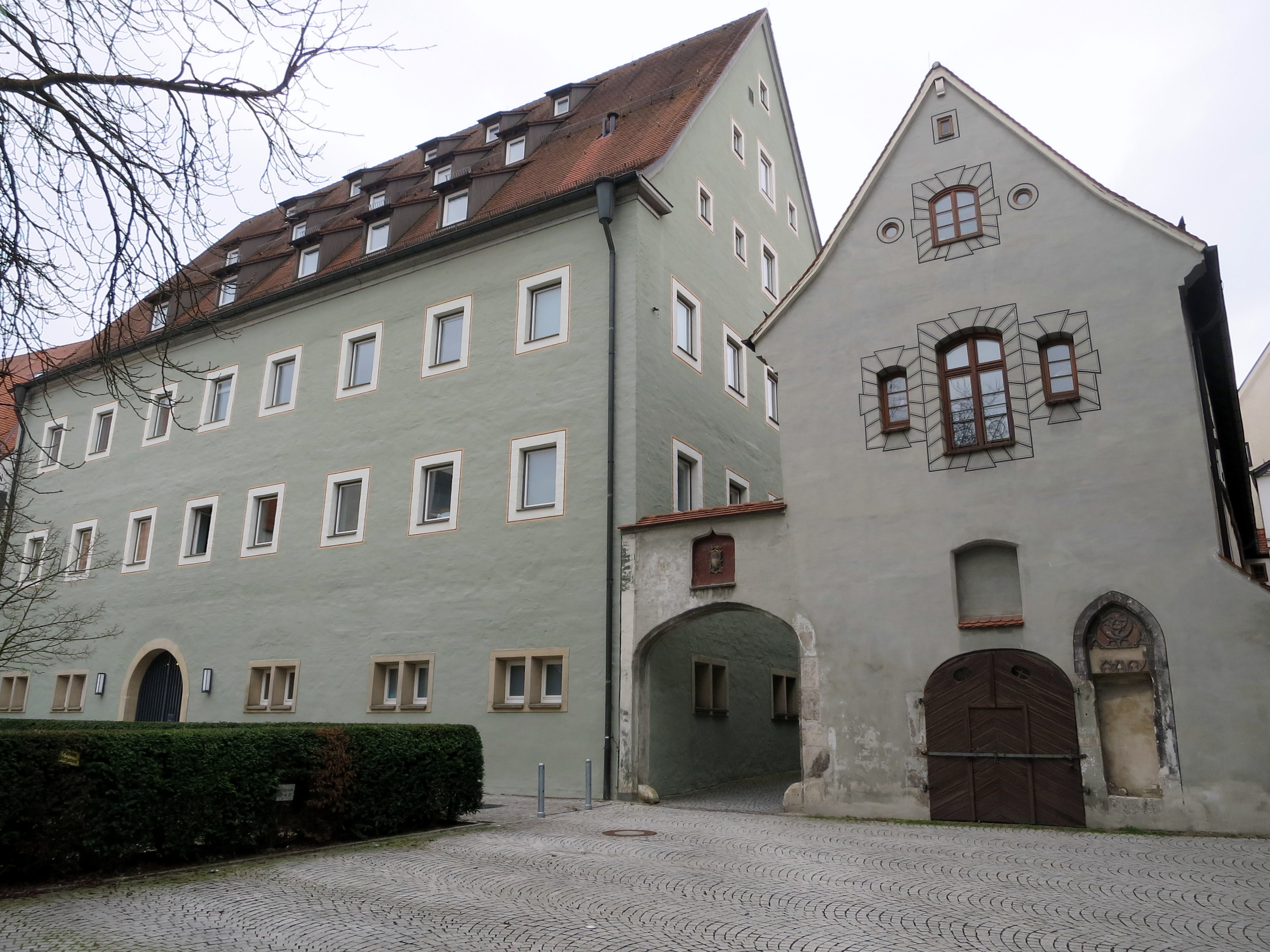
Sie steht neben dem Steinhaus
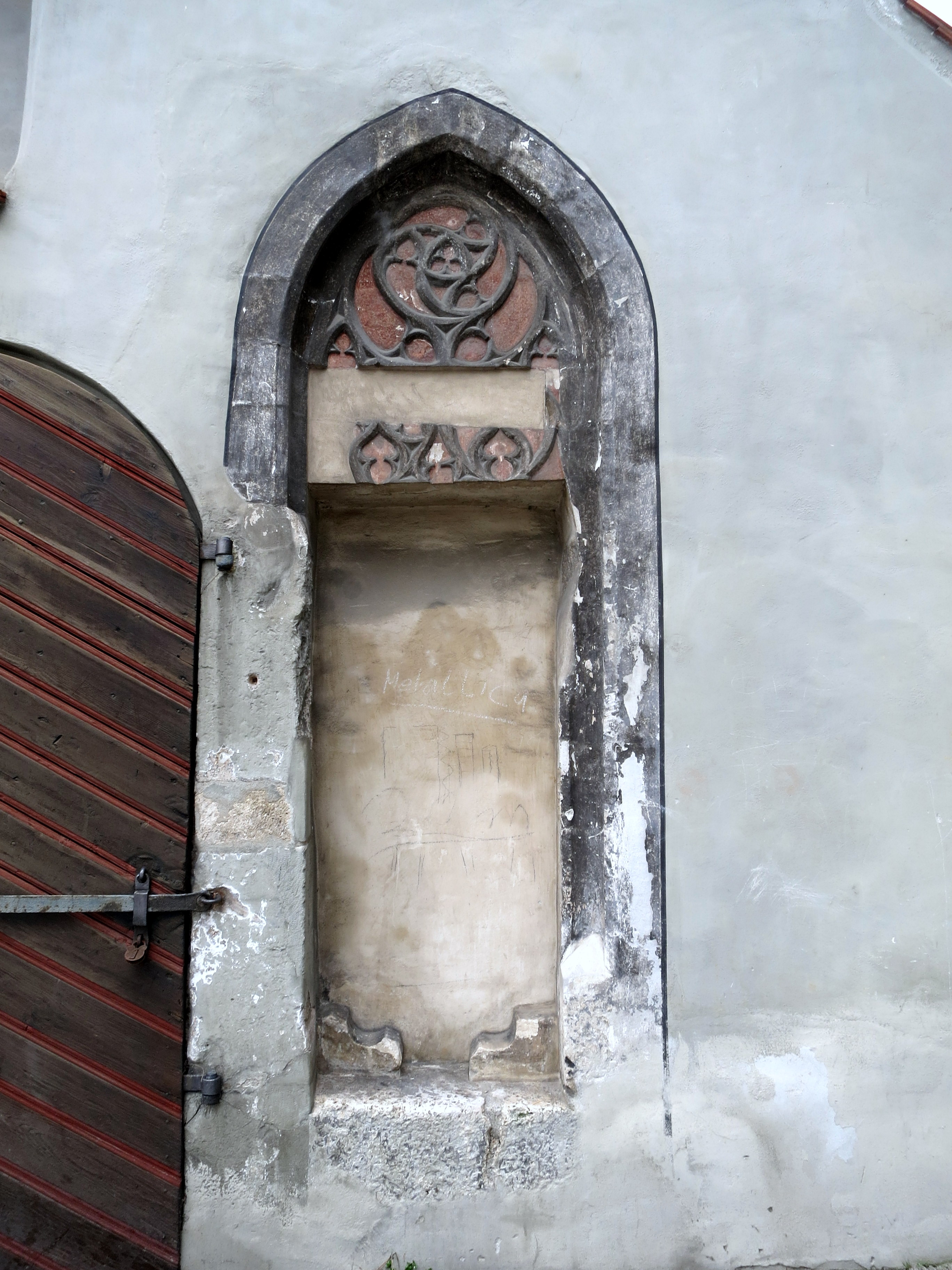
Freigelegtes gotisches Detail
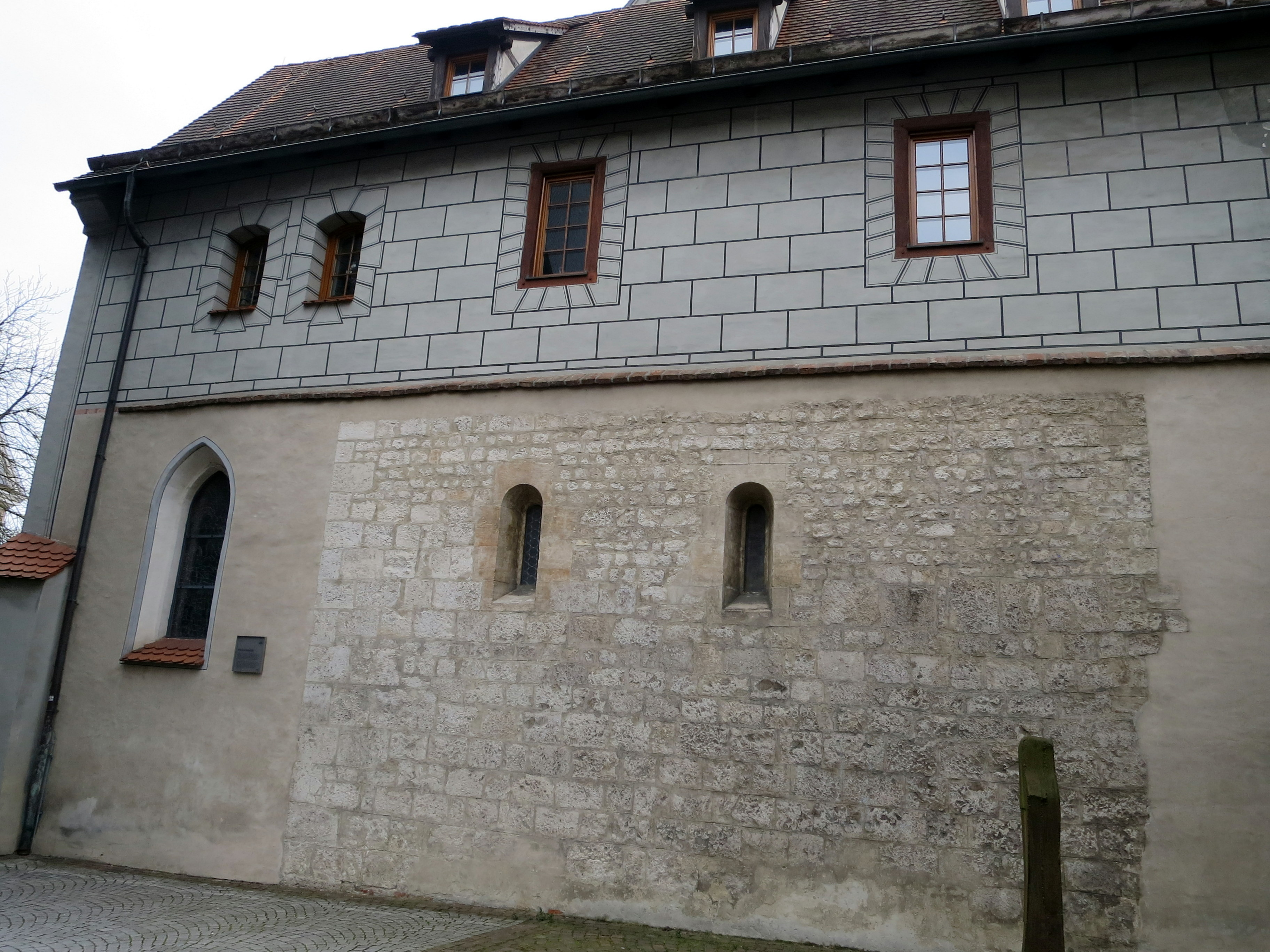
Freigelegte Bruchsteinseitenwand
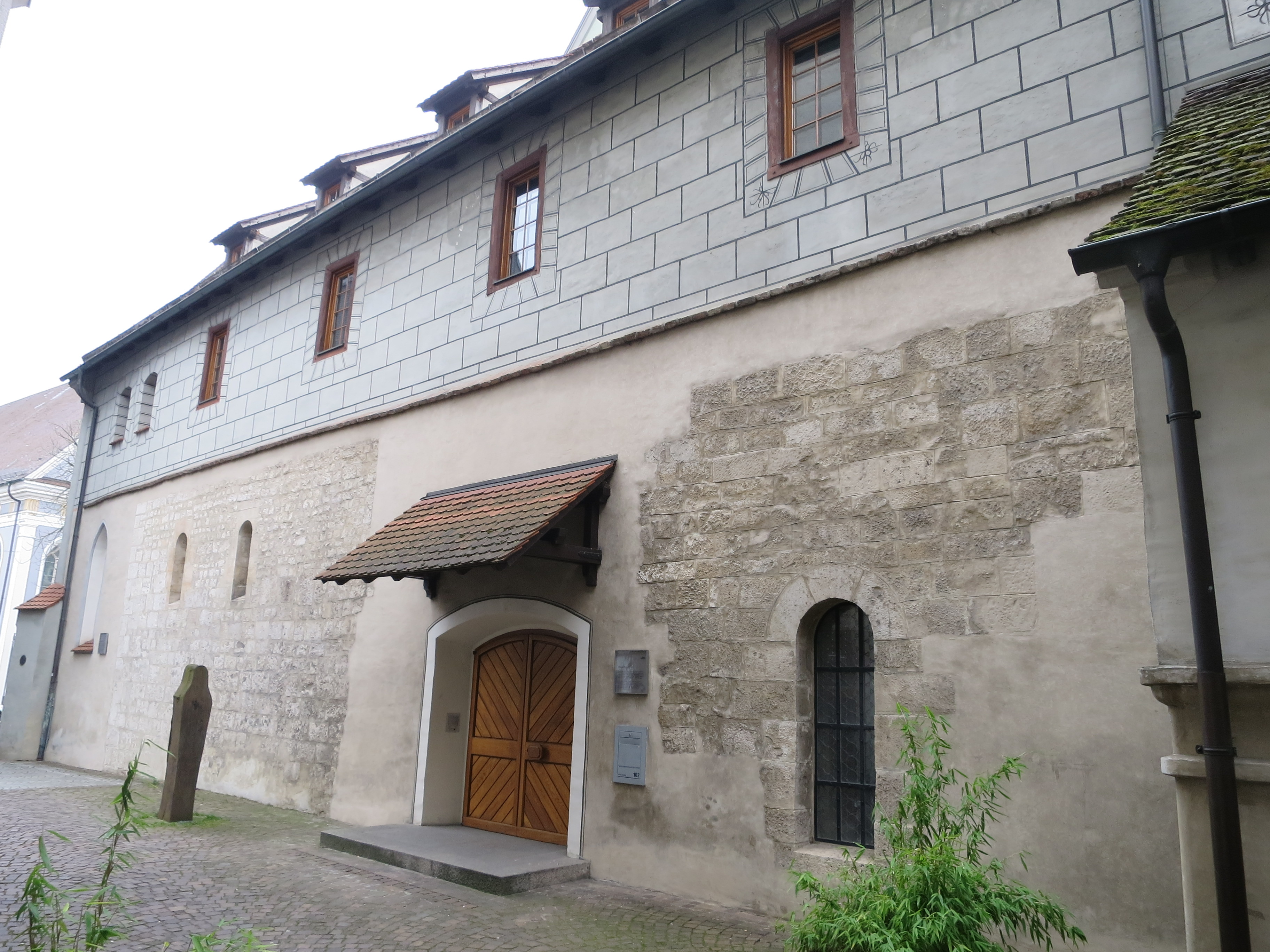
Die Außenmauer der Kapelle
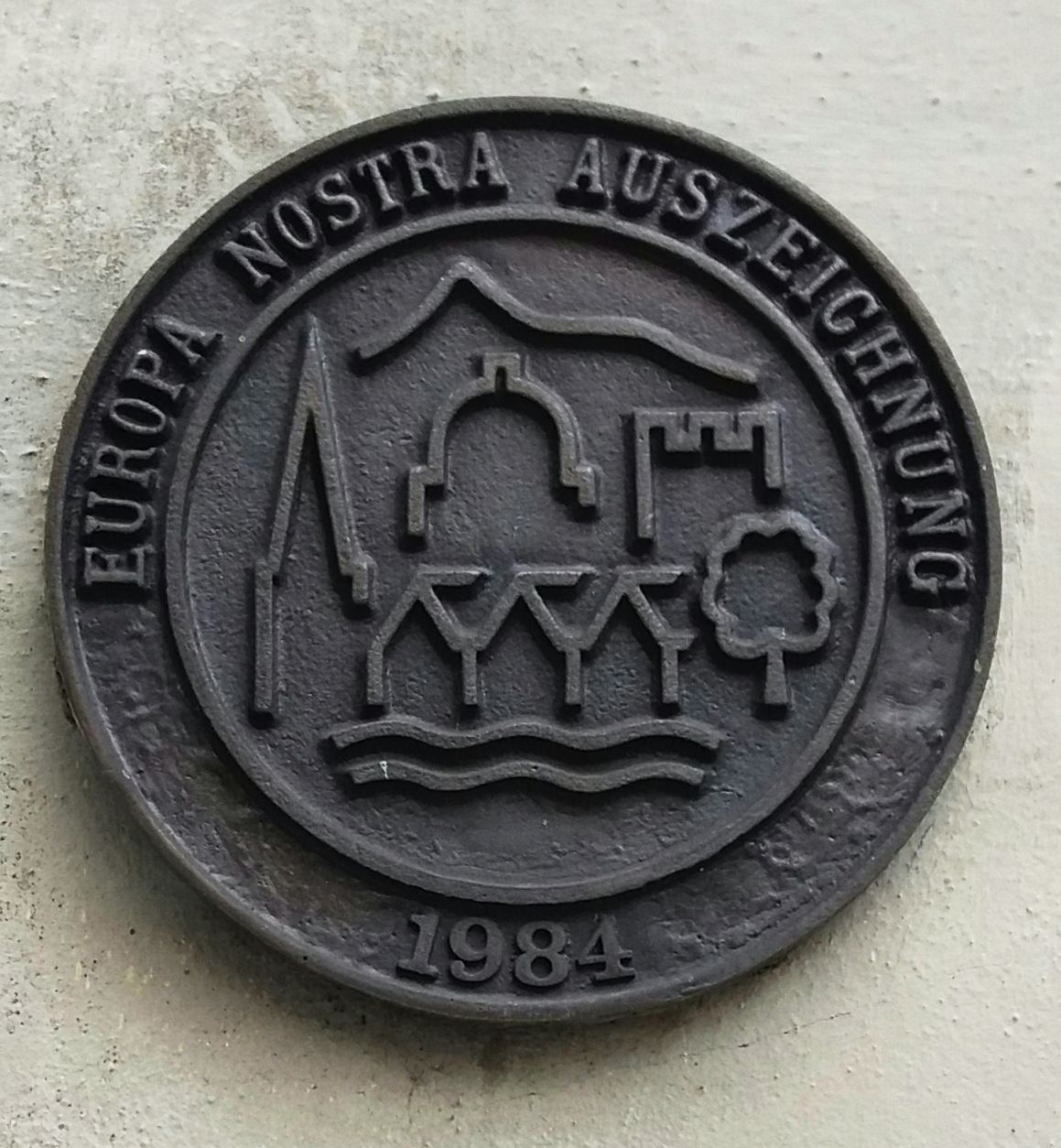
Europa-Nostra-Preis 1984; Medaille an der Kapelle

## Heutige Nutzung
Die durch Bombeneinwirkung im Zweiten Weltkrieg stark beschädigte Nikolauskapelle war lange eine Ruine, bis sie 1978 bis 1980 grundlegend saniert und einer neuen Nutzung zugeführt wurde.
Heutzutage können diese Räume für Veranstaltungen angemietet werden.
Im Jahr 1984 wurde die Stadt Ulm von der Organisation Europa Nostra für die herausragende Sanierung und Restaurierung der „Baugruppe Gindele“ – bestehend aus Nikolauskapelle, Steinhaus und „Gindele“-Bau – mit dem Europa-Nostra-Preis ausgezeichnet. Die verliehene Medaille wurde an der nördlichen Fassade der Kapelle angebracht.